# Hautesvignes
Hautesvignes település Franciaországban, Lot-et-Garonne megyében. Lakosainak száma 166 fő (2022. január 1.). Hautesvignes Varès, Agmé, Gontaud-de-Nogaret, Labretonie és Verteuil-d’Agenais községekkel határos.

## Népesség
A település népességének változása:
| Lakosok száma | 127  | 119  | 132  | 163  | 158  | 168  | 177  | 186  | 180  | 166  |
|               | 1968 | 1982 | 1990 | 2006 | 2013 | 2015 | 2017 | 2019 | 2020 | 2022 |